# Штанько, Аркадий Михайлович
Аркадий Штанько (Аркадий Михайлович Штанько) (4 декабря 1925, Азов — 28 августа, 1942, погиб в бою) — юный партизан из города Азова, участник Великой Отечественной войны, награждён орденом Красной Звезды.

## Биография
Родился 4 декабря 1925 года в Азове. В 1920-е годы мама Аркадия умерла, отец — Михаил Алексеевич, брат — Евгений. В 1930-е годы отец Аркадия женился на Анне Ивановне, которая родила ему два сына — Владимир и Геннадий. В восемь лет пошёл учиться в начальную школу № 7, затем обучался в школе № 1, окончил девять классов. В школе Аркадий был отличником, любил играть в футбол, петь. Продолжить обучение не смог, началась Великая Отечественная война. Для борьбы с немецкими захватчиками осенью 1941 года в Приазовье были созданы партизанские отряды. Аркадия Штанько весною 1942 года зачислили в Азовский партизанский отряд. Прошёл боевое крещение в ночь с 22 на 23 марта 1942 года. Шестнадцатилетний партизан Аркадий Штанько был смелым и находчивым, он неоднократно участвовал в боевых операциях против фашистов, был в рейдах через Таганрогский залив за линию фронта, в тыл к фашистам.
Летом 28 августа 1942 года в Александровском лесу боевое партизанское подразделение попало в засаду. Немецкие каратели прочёсывали лес, Аркадий со своим боевым товарищем Георгием Острожным вступили в неравный бой, который для Аркадия Штанько был последним. Его боевые друзья похоронили в Александровском лесу, а после освобождения города Азова его останки торжественно перенесли в городской парк культуры и отдыха, на могиле юного партизана был установлен памятник, который в 2009 году был отреставрирован, на мемориальной табличке надпись: «Вечно в памяти живых подвиг павших за Родину. Аркадию Штанько и Евдокии Виноградовой от благодарных азовчан».
Аркадий Штанько посмертно награждён орденом Красной Звезды.
В городе Азове по улице Московской была построена библиотека, которая носит имя Аркадия Штанько, а также здесь 29 апреля 2010 года был открыт музей юному партизану.
А. Пильник написал стихотворение «Памяти Аркадия Штанько».